# Boulevard Solitude

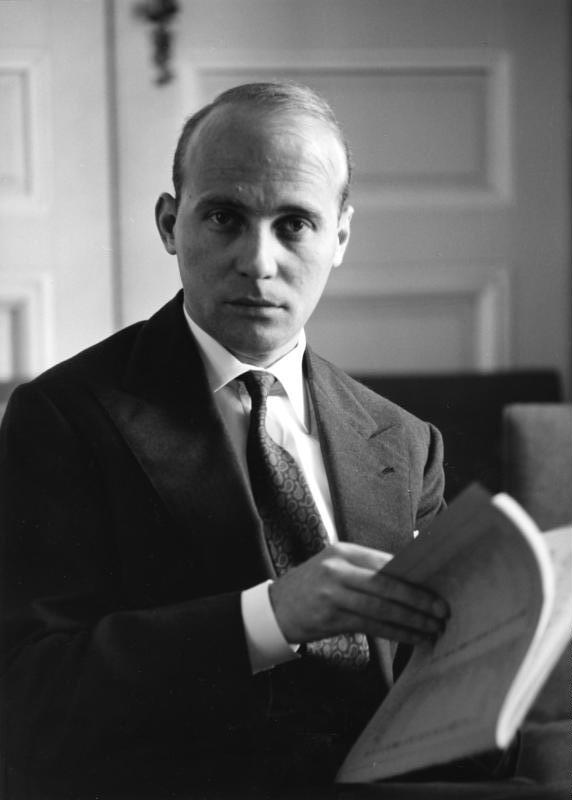
Hans Werner Henze

Boulevard Solitude är en opera (Lyrisches Drama) i sju scener med musik av Hans Werner Henze och libretto av Grete Weil, efter Walter Jokischs pjäs, vilken i sin tur var en modern återberättelse av Antoine François Prévosts roman Manon Lescaut. Stycket är en bearbetning av historen om Manon Lescaut, vilken redan hade gjorts till opera av Auber, Massenet och Puccini. I Henzes version är historien förlagd till Paris efter Andra världskriget och fokus lades på Armand des Grieux istället för på Manon. Stycket sticker ut med sina starka jazzinfluenser och det från en kompositör som dittills mest varit associerad med tolvtonsmusik.
Operan uruppfördes 17 februari 1952 på Landestheater i Hannover.

## Historia
Boulevard Solitude var Henzes första helaftonsopera. Hans version av Manonberättelsen handlar inte om överdriven passion utan om avsaknaden av känslor. Den ursprungliga uppläggningen gick ut på en balettopera, och i det färdiga verket ingår också flera balettuppträdanden, men med sin rad av korta scener, hopbundna av symfoniska mellanspel, har operan fått en filmisk karaktär. Titeln till verket lånade Henze mycket riktigt också från Billy Wilders film Sunset Boulevard från 1950. 
Även om operan aldrig blev en del av standardrepertoaren fortsatte Boulevard Solitude att sättas upp efter premiären. Den spelades i både Neapel och Rom 1954, och den sattes upp i London av New Opera Company på Sadler's Wells 1962 där ensemblen bland annat bestod av Peter Glossop och April Cantelo. Den första uppsättningen i USA ägde rum på Santa Fe Opera 1967.
Operan fortsätter att framföras och är populär hos publilen. En nypremiär i London 2001 spelades för fulla hus trots mycket negativ kritik och attacker från sensationsjournalistik. En nyuppsättning på Welsh National Opera 2014 var också väl emottagen.

## Personer
| Roller                                                                             | Röstläge        | Premiärbesättning, 17 februari 1952 Dirigent: Johannes Schüler |
| ---------------------------------------------------------------------------------- | --------------- | -------------------------------------------------------------- |
| Manon Lescaut                                                                      | hög sopran      | Sigrid Klaus                                                   |
| Armand des Grieux, en student                                                      | lyrisk tenor    | Walter Buckow                                                  |
| Lescaut, Manons broder                                                             | baryton         |                                                                |
| Francis, Armands vän                                                               | baryton         |                                                                |
| Lilaque, père, en rik gammal gentleman                                             | hög buffo tenor |                                                                |
| Lilaque, fils                                                                      | baryton         |                                                                |
| En prostituerad                                                                    | dansare         |                                                                |
| Lilaques tjänare, fils                                                             | stum roll       |                                                                |
| Två knarkare                                                                       | dansare         |                                                                |
| En cigarettpojke                                                                   | dansare         |                                                                |
| Tidningspojkar, tiggare, skökor, poliser, studentskor, studenter, resande (balett) |                 |                                                                |

## Handling
Frankrike, nutid.
Scen 1
Den unge studenten Armand des Grieux träffar Manon Lescaut på en järnvägsstation i en fransk storstad. Hennes bror skall följa henne till ett pensionat men Armand lyckas övertala henne att följa med honom i stället.
Scen 2
Armand och Manon bor i en liten vindskupa, men fastän hon älskar honom övertalas hon av sin bror att flytta ihop med en rik älskare.
Scen 3
Monsieur Lilaque ertappar Manon med att stjäla och kör ut henne ut sitt hus.
Scen 4
Armand sitter med sina studiekamrater på universitetsbiblioteket och läser Catullus kärleksdikter. Tankarna kretsar hela tiden kring Manon.
Scen 5
Armand har blivit narkoman av sorg över förlusten av Manon, medan hon har blivit bekant med Lilaques son och flyttar ihop med honom. Hon ger Armans sin nya adress så att de kan fortsätta att träffas.
Scen 6
En dag överraskar Lilaque le père Armand och Manon tillsammans i sonens bostad. Då han vill låta arrestera dem för stöld av en tavla skjuter Manon honom.
Scen 7
Manon förs till ett kvinnofängelse. Armans försöker desperat få möjlighet att besöka henne. Han väntar utanför gallret då hon är på rastgården men hon går kallt förbi utan att bevärdiga honom med en blick.